# وزارة الدفاع (روسيا)
وزارة دفاع الاتحاد الروسي (بالروسية: Министерство обороны Российской Федерации, Минобороны России، وتختصر بشكل غير رسمي إلى Миноборонпром) هي الوزارة الممارسة للسلطة الإدارية والعملياتية للقوات المسلحة للاتحاد الروسي. وزير الدفاع الحالي هو أندريه بيلاوسوف.
وزير الدفاع هو رأس قيادة كل القوات المسلحة، ويخدم تحت قيادة رئيس الاتحاد الروسي، وهو بدوره يشغل منصب القائد الأعلى للقوات المسلحة للاتحاد الروسي. ويمارس وزير الدفاع بحكم منصبه السلطة العملياتية والإدارية اليومية على القوات المسلحة. وتطبق هيئة الأركان، وهي الجهاز التنفيذي في الوزارة، تعليمات الوزير العملياتية وقراراته. ويمارس دوما الدولة سلطة تشريعية على القوات المسلحة من خلال الحكومة، وهي المسؤولة عن الحفاظ على القوات المسلحة على درجة مناسبة من الاستعداد القتالي.
يقع المبنى الرئيسي للوزارة، المبني في عقد 1980، في ميدان أربتسكايا، بالقرب من شارع أربات. والمركز الوطني لإدارة الدفاع هو الهيئة الأعلى المسؤولة عن إدارة الوزارة والإشراف على القوات المسلحة، ويقع مبنى هذا المركز في فرونزه نابرجنايا.